# Consonne injective
 (janvier 2019).
Si vous disposez d'ouvrages ou d'articles de référence ou si vous connaissez des sites web de qualité traitant du thème abordé ici, merci de compléter l'article en donnant les références utiles à sa vérifiabilité et en les liant à la section « Notes et références ».
En phonétique, une consonne injective (ou par souci de concision « une injective »), aussi nommée implosive ou ingressive, est une consonne occlusive (rarement affriquée) accompagnée d'un flux glottal entrant. Une telle consonne est réalisée avec un abaissement plus ou moins simultané de la glotte (en fait, le mouvement précède quelque peu l'occlusion) et ne nécessite donc pas d'air provenant des poumons. L'abaissement provoque une dépression audible lorsque l'air entre de nouveau dans la bouche lors de la désocclusion de la consonne.
Ces consonnes font donc partie des consonnes non pulmonaires. Ce sont presque toujours des consonnes sonores. On en trouve dans à peu près 10 à 15 % des langues. Elle se notent dans l'Alphabet phonétique international à l'aide d'une crosse sur l'occlusive correspondante. Les principales consonnes injectives sont :
- [ɓ] (écouter) ;
- [ɗ] (écouter) ;
- [ʄ] (écouter) ;
- [ɠ] (écouter) ;
- [ʛ] (écouter).